# NGC 216
NGC 216 es una galaxia lenticular localizada en la constelación de Cetus.